# Tom Fowler
Tom Fowler (Salt Lake City, 10 giugno 1951 – Salt Lake City, 2 luglio 2024) è stato un bassista statunitense, noto per la sua militanza in band quali It's a Beautiful Day e Fowler Brothers, oltre che per la sua collaborazione con l'ex Genesis Steve Hackett, nonché come membro della formazione storica della band di Frank Zappa.

## Biografia
Nato a Salt Lake City, nello Utah, suonò come turnista con Jean-Luc Ponty, Ray Charles, Norah Jones e molti altri. I suoi fratelli Bruce Fowler al trombone e Walt al corno, furono membri in The Mothers of Invention (come nell'album Roxy & Elsewhere).
Divenne inoltre molto popolare per essere stato il bassista di Frank Zappa facente parte della sua formazione classica insieme a George Duke, Napoleon Murphy Brock, Chester Thompson, Ruth Underwood, con cui eseguì alcuni dei pezzi più complessi da suonare.

## Discografia

### Solista
- 1992 - Heartscapes

### Con i Mothers of Invention
- 1973 - Over-Nite Sensation
- 1975 - One Size Fits All

### Con i Fowler Brothers
- 1988 - Breakfast for Dinosaurus

### Con Steve Hackett
- 1978 - Please Don't Touch
- 1979 - Spectral Mornings
- 1980 - Defector

### Con Frank Zappa
- 1974 - Apostrophe (')
- 1975 - One Size Fits All

### Con gli It's a Beautiful Day
- 1971 - Choice Quality Stuff/Anytime

### Collaborazioni
- 1975 - I Love the Blues, She Heard My Cry - George Duke
- 1976 - Imaginary Voyage - Jean-Luc Ponty
- 1990 - Ants Can Count - Bruce Fowler
- 1991 - Last Blue Sky - Steve Fowler
- 2007 - Forever Ray Charles - Ray Charles
- 2010 - ...Featuring Norah Jones - Norah Jones
- 2020 - Pick Me Up Off the Floor - Norah Jones